# فورد فري ستار
فورد فري ستار (بالإنجليزية: Ford Freestar)‏هي سيارة ميني فان تم إنتاجها من قبل شركة فورد.